# Wochenkrippe
Wochenkrippen waren in der DDR Kinderkrippen für Kinder im Alter von sechs Wochen bis zu drei Jahren.
Die Kinder wurden am Montag in der Betreuungseinrichtung abgegeben und am Sonnabendmittag wieder abgeholt. Das Angebot galt vor allem für Eltern mit hoher zeitlicher Belastung wie Schichtarbeiter. Wochenkrippen wurden als kommunale oder betriebliche Einrichtungen betrieben.

## Anzahl
Wochenkrippen als eine Form der Krippenbetreuung unterstanden seit 1952 dem Ministerium für Gesundheitswesen, wohingegen die Kinderwochenheime als eine Einrichtung der Vorschulerziehung in der Verantwortung des Ministeriums für Volksbildung lagen.
Die Anzahl der Wochenkripppen variierte im Laufe der Jahre stark. So gab es im Jahr 1950 2.550 Plätze in Wochenkrippen, 1966 waren es 39.124, 1980 nur noch 17.655 Plätze und 1989 gab es schließlich nur noch 4.800 Plätze. Wochenkrippen existierten auf dem gesamten Gebiet der DDR, vor allem aber in Ballungsgebieten und an Industriestandorten.

## Forschung
Die Medizinerin und führende Krippenforscherin in der DDR Eva Schmidt-Kolmer untersuchte bereits zur Frühzeit der DDR die Kindesentwicklung in den verschiedenen Betreuungsformen. Die erste Untersuchung erstreckte sich auf den Zeitraum von 1953 bis 1957 und bezog knapp 1.800 Kinder im Alter bis zu drei Jahren ein. Die 1959 veröffentlichten Untersuchungen zeigten, dass die in den Wochenkrippen betreuten Kinder eine Entwicklungsverzögerung aufwiesen. So ging bei Tageskrippenkindern die „körperliche und psychische Entwicklung … im Durchschnitt schneller und günstiger vor sich als in der Wochenkrippe“. Schmidt-Kolmer plädierte daher für eine Beschränkung der Unterbringung in Wochenkrippen auf Fälle, in denen eine Betreuung des Kindes nicht auf andere Weise gewährleistet werden kann, etwa wenn die Eltern in der Schichtarbeit tätig sind.
Der tschechische Kinderpsychologe Zdeněk Matějček legte den Fokus seiner Forschung insbesondere auf die psychische Deprivation. Dazu wertete er internationale Studien zu Heimkindern und Wochenkindern vergleichend aus und kam zu dem Schluss, dass das Kind in der Wochenkrippe durch die längere Trennung von den Eltern „weniger Möglichkeiten hat, zu ihnen eine tiefe Gefühlsbindung herzustellen“. Das Sprachverständnis der Wochenkrippenkinder blieb gegenüber dem der Tageskrippenkinder zurück. Auch waren Kinder, die die Wochenkrippe besuchten, wesentlich krankheitsanfälliger als andere Kinder. So erkrankten laut einer von der Kinderärztin Gerda Jun 1957/58 durchgeführten Studie durchschnittlich 53 % der Wochenkrippenkinder im ersten Lebensjahr drei- bis fünfmal und 13 % häufiger als fünfmal. Zum Vergleich: Von den Kindern, die keine Krippe besuchten, erkrankten 22 % im ersten Lebensjahr einmal, 6 % zweimal und 71 % kein einziges Mal.
Der Erziehungswissenschaftler Florian von Rosenberg wählte in seiner 2022 veröffentlichten Studie zwei Forschungsfelder, um die damalige Situation zu rekonstruieren: die Akten des zuständigen Ministeriums für Gesundheitswesen sowie „die medizinischen, psychologischen und pädagogischen Fachveröffentlichungen der DDR-Krippenforschung“. Zur quantitativen Frage trifft von Rosenberg vorsichtige Aussagen: „Die Akten des zuständigen Ministeriums für Gesundheitswesen und die Veröffentlichungen der DDR-Krippenforschung deuten darauf hin, dass es sehr viele Kinder waren, deren frühe Kindheit durch die Krippe negativ geprägt wurde“. Die DDR-Forschung umging für die Krippenpädagogik die eigenen Ergebnisse zum vielfach beobachteten Hospitalismus in den Säuglingsdauerheimen: „Die DDR-Krippenforscher … schrieben in den öffentlichen Diskussionen etwas anderes als das, was sie in ihren wissenschaftlichen Forschungen herausgefunden hatten. Sie wagten es nicht, sich kritisch mit den staatlichen Plänen der Kinderbetreuung auseinanderzusetzen“. Eva Schmidt-Kolmer (s. o.) kehrte beispielsweise ihre früheren Aussagen einfach um. So stellte sie ursprünglich fest: „Man findet Rückstände im Wachstum, erhöhte Anfälligkeit vor allem gegen Infekte der Atemwege und der Haut, Verhaltens- und Kontaktstörungen und Retardierung der psychischen Entwicklung. Am auffälligsten sind die Retardierungserscheinungen in der Entwicklung von Sprache und Denken […] Jahrelange Untersuchungen der Ursache für diese Erscheinungen des psychischen Hospitalismus haben erwiesen, daß es sich um ein Mangelsyndrom handelt. Die Lebensbedingungen der Heimkinder entsprechen nicht den für die normale geistige und körperliche Entwicklung im Vorschulalter notwendigen Gesetzmäßigkeiten. […] Die ungenügende Entwicklung des Bindungsstrebens und damit der zwischenmenschlichen Beziehungen der Kinder führt zu Verhaltensstörungen, diffusem Kontaktsuchen und in vielen Fällen im späteren Vorschulalter zur Kontaktschwäche und damit zu Erziehungsschwierigkeiten“. Später schrieb sie jedoch entgegen ihrer eigenen Forschungsergebnisse, die Krippe sei „nicht nur im Interesse der Berufstätigkeit und der vollen Eingliederung der Frau in die Gesellschaft eine Notwendigkeit geworden, sondern auch im Interesse der allseitigen Erziehung und Entwicklung des Kindes“. In Lehrmaterialien aus dem Jahr 1965 für das medizinische Personal heißt es dann, Hospitalismuserscheinungen gebe es in den Krippen der DDR gar nicht.
Dieser unkritische Umgang mit den Folgeerscheinungen der Betreuung in Wochenkrippen entsprach auch gewissen Praktiken im Umgang mit den Kindern wie z. B. kalt duschen, abhärten, heißes Wasser als „Treibmittel“. Man setzte hierbei auch auf die Überlegungen Iwan Petrowitsch Pawlows zur Konditionierung: „Die Körper des Kinderkollektivs sollten […] im 15. Lebensmonat konditioniert werden, sich gemeinschaftlich zwischen 6.15 und 6.45 Uhr, zwischen 11.15 und 11.30 Uhr und zwischen 14.00 und 15.00 Uhr zu entleeren“. Aus einer Akte des Ministeriums für Gesundheitswesen ergibt sich, dass die Kinder „vom Krippenpersonal auf Töpfe mit heißem Wasser gesetzt wurden, was ein Wasserlassen zur gewünschten Zeit ermöglichen sollte.“ Dabei kam es vor, dass Kinder Verbrühungen erlitten.